# Nabón

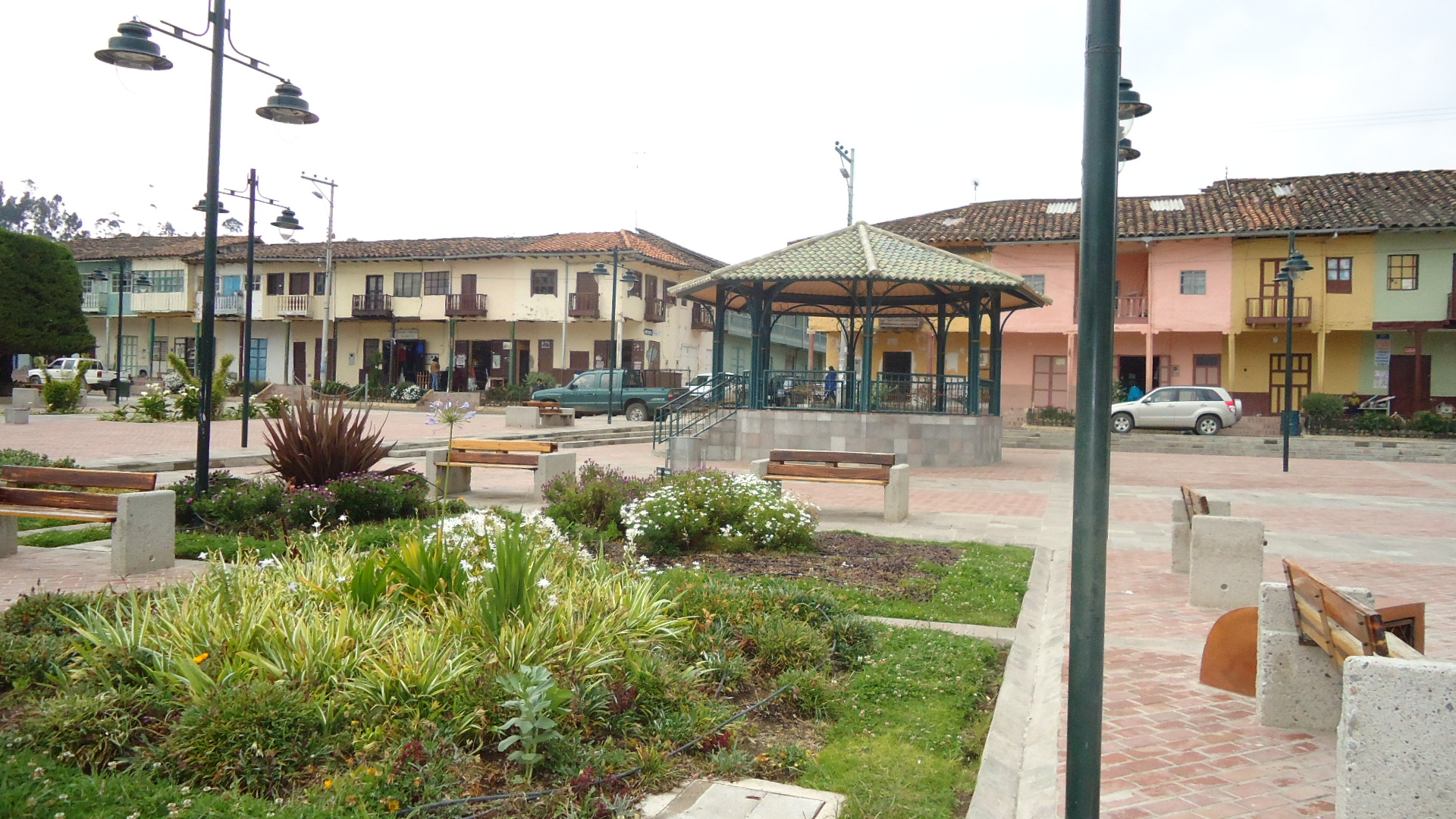
Parque Central

Nabón ist eine Ortschaft und die einzige Parroquia urbana im Kanton Nabón der ecuadorianischen Provinz Azuay. Nabón ist Sitz der Kantonsverwaltung. Die Parroquia besitzt eine Fläche von 230 km². Die Einwohnerzahl der Parroquia betrug beim Zensus 2010 9526. Davon wohnten 1229 Einwohner im Hauptort Nabón.

## Lage
Die Parroquia Nabón befindet sich im Südosten der Provinz Azuay. Das Gebiet liegt an der Westflanke der Cordillera Real. Es liegt im Einzugsgebiet des Río Jubones, ein Zufluss des Pazifischen Ozeans. Der etwa 2730 m hoch gelegene Ort Nabón befindet sich knapp 50 km südsüdwestlich der Provinzhauptstadt Cuenca. Der Ort ist über eine 15 km lange Nebenstraße an die Fernstraße E35 (Cuenca–Loja) angebunden.
Die Parroquia Nabón grenzt im Norden an die Parroquia Girón (Kanton Girón), im Nordosten an die Parroquia Jima (Kanton Sígsig), im Osten an die Provinz Morona Santiago mit der Parroquia San Miguel de Cuyes im Kanton Gualaquiza, im Süden an die Parroquia Cochapata sowie im Westen an die Parroquia Las Nieves.

## Geschichte
Die Parroquia Nabón entstand im Jahr 1852 als Teil des Kantons Girón. 1869 ging Nabón an den Kanton Cuenca über. Im Jahr 1884 wurde Nabón wieder Teil des Kantons Girón. Schließlich wurde am 7. Juli 1987 der Kanton Nabón eingerichtet und der Ort wurde als Parroquia urbana dessen Verwaltungssitz.

## Persönlichkeiten
- José Bolivar Piedra Aguirre (* 1965), römisch-katholischer Geistlicher und Bischof von Riobamba